# Pycnogonum crosnieri
Pycnogonum crosnieri är en havsspindelart som beskrevs av Stock, J.H. 1991. Pycnogonum crosnieri ingår i släktet Pycnogonum och familjen Pycnogonidae. Inga underarter finns listade i Catalogue of Life.